# ラブジャックサマー
『ラブジャックサマー』は、1979年7月1日に日本コロムビアから発売された榊原郁恵の12枚目のシングルである。
オリコンシングルチャート最高20位、売り上げは約7.3万枚。
歌番組などで、榊原が曲の途中で衣装の一部を自らはぎ取って投げ捨てるパフォーマンスが有名。
同年12月31日放送の『第30回NHK紅白歌合戦』でも披露。番組では紅組演奏「ダン池田とニューブリード」のバンドマスター・ダン池田と共に、紅組メンバーの森昌子・ジュディ・オング・桜田淳子・岩崎宏美・金沢明子・佐良直美・大橋純子がサンバ風衣装を身に着け、楽器を鳴らして応援した。

## 収録曲
1. ラブジャックサマー
  - 作詞：笠間ジュン 作曲：佐々木勉 編曲：井上鑑
2. トロピカル・ハネムーン
  - 作詞：笠間ジュン 作曲：佐々木勉 編曲：井上鑑